# 共产主义者和社会主义者集团
共产主义者和社会主义者集团（缩写为）是摩尔多瓦的一个已不存在的选举联盟。该联盟成立于2021年5月13日，当时取名为共产主义者和社会主义者选举集团；后来，改名为“共产主义者和社会主义者集团”。该联盟由摩尔多瓦共和国共产党人党和摩尔多瓦共和国社会主义者党组成。2025年7月11日，该联盟解散；7月29日，继承者爱国选举集团成立。

## 历史

### 建立
2021年4月，摩尔多瓦共和国社会主义者党内部发起建立一个选举联盟的讨论，并于5月初由伊戈尔·多东向共产党人党领导人沃罗宁，提出了组建选举联盟的建议。5月11日，共产党人党中央委员会以表决方式批准组建选举联盟，一天后，摩尔多瓦共和国社会主义者党宣布他们愿意签署组建选举联盟的协议。5月13日，摩尔多瓦中央选举委员会接受了共产主义者和社会主义者选举集团的注册请求。沃罗宁成为该选举联盟的领导人。

### 2021年议会选举
2021年7月11日，由共产主义者和社会主义者选举集团沃罗宁领导的共同名单参加提前选举。

## 意识形态
共产主义者和社会主义者选举集团和其成员政党一样拥护混合的意识形态，包括在财政问题上采取左翼立场和在社会问题上采用右翼立场。两党在现实中采用民主社会主义和农业主义，在社会议题上采取社会保守主义，同时包括支持摩尔多瓦的国际地位。在外交议题上，两党持疑欧和反北约的态度并支持亲俄的态度，反对罗马尼亚及摩尔多瓦统一运动和移民政策。

## 选举结果

### 摩尔多瓦议会
| 年     | 领导人 | 得票数  | 得票率 | 席位     | 变化 | 地位   |
| ------ | ------ | ------- | ------ | -------- | ---- | ------ |
| 2021年 | 沃罗宁 | 398,656 | 27.22% | 32 / 101 | ▼ 3  | 反对党 |

## 外部連結
- About us （页面存档备份，存于） (in Romanian)